# Isabel Spencer
Isabel Spencer (Puerto Plata, República Dominicana, 12 de diciembre de 1974) es una actriz y directora de teatro dominicana. Orienta su trabajo artístico al desarrollo de la comunidad y la promoción de los derechos humanos.

## Trayectoria
Durante 9 años Spencer fue parte de la Compañía Nacional de Teatro de la República Dominicana. En el año 2012 impulsó la creación del colectivo de mujeres actrices "Maleducadas" con el objetivo de promover la presencia de las mujeres en el arte. Con ellas ha puesto en escena obras como La casa de Bernarda Alba,Hasta el abismo, Juego de Navajas, Varones o Dos soledades, generalmente dirigiendo y actuando. Desde 2017 ha participado como actriz en películas como Cocote o Cuarencena.  
En septiembre de 2023 fue nombrada por el Ministerio de Cultura directora del Centro Cultural y Escuela de Bellas Artes T-3 de Sabana Perdida, una entidad cultural cuya función es promover la inclusión social y reducir la pobreza a través de las artes y la cultura.
Además de actriz de cine y directora y actriz teatral, también trabaja como formadora, faceta profesional en la que, como en las demás, aborda especialmente disidencia sexual y la diversidad racial.

## Reconocimientos
Fue nominada a los Premios Soberano 2018 como  directora y actriz de la obra de teatro Juego de Navajas, una versión de Bodas de Sangre de Federico García Lorca. Cinco años después, fue reconocida como Actriz del año 2023 en la primera edición de los premios Lart'Gala, galardones cuyo objetivo es reconocer lo mejor del arte y el trabajo social de personas pertenecientes a la comunidad LGTBIQ+ de la República Dominicana.

## Obra

### Teatro
- Juego de navajas (2018)
- Varones (2018)
- Hasta el abismo (2023)
- Dos soledades (2023)
- La Casa de Bernarda Alba (2024)

### Filmografía como actriz
- Cocote (2017)
- Mosh (2019)[8]
- El buen hijo (2021)[9]
- La balada de los cuervos (2022)[10]
- Cuarencena (2023)